# Fabricio Ferrari
Fabricio Ferrari Barcelo (Santa Lucía, Canelones, 3 de junho de 1985) é um ciclista uruguaio que compete pela equipa navarra Caja Rural-Seguros RGA.
Filho de Diver Ferrari (ex-ciclista que competiu na década de 70), sempre esteve perto do ciclismo, ainda que apenas aos dezasseis anos começou a competir porque o seu pai não lhe deixou pois preferia que ele desfrutasse da infância.

## Biografia
Aos dezassete anos passou à primeira categoria do Club Ciclista Alas Rojas, equipa amadora, e ali ainda que teve que se debater com ciclistas já experimentados conseguiu destacar-se.
Em 2004 e com dezanove anos venceu a Volta de Flores, quando surpreendeu o pelotão que não o tinha tido em conta nos seus planos.
Em 2005 conseguiu a vitória na 2º etapa da Volta Ciclista do Uruguai com final em Rocha e na classificação geral final ficou em 25ª posição.
Emigrou à Espanha em 2006 com o apoio de Agustín Margalef (que já tinha estado na Espanha em anos anteriores) e o ex ciclista Héctor Rondán, residente na Espanha desde a sua época de ciclista. Começou a competir na Espanha pelo Azysa e em 2007 passou ao Azpiru-Ugarte.
Desde a sua primeira vitória na Europa (16 de abril de 2006) sagrou-se vencedor do Troféu Euskaldun e numa ocasião conseguiu o Troféu Sub 23 da Federação Basca. Em 2009 somou os títulos da Volta ao Goierriy da Bizkaiko Bira.
As boas atuações fizeram que a equipa estagiária da Caja Rural o contratasse para a temporada 2009. Em 2010 começou a competir com a equipa da Caja Rural no nível Continental e Ferrari passou a fazer parte do plantel.
Participou no Campeonato do Mundo de Mendrisio (Suíça).
Proveniente de um país plano, progrediu nas etapas de montanha destacando mais nestas que nas planícies O ano 2011 foi sua melhor temporada, conseguindo duas vezes o 5º posto em etapas da Volta ao Lago Qinghai, volta que finalizou 10º. Fez parte da equipa na Volta a Portugal, onde ganhou a classificação da montanha e acabou no ano também com um 5º lugar no Giro de Romagna
Em 2012 participou no mundial de ciclismo disputado em na Holanda. Na prova em estrada representou a seleção uruguaia e abandonou a corrida e na contrarrelógio por equipas defendeu à Caja Rural acabando 29º. Anteriormente foi 7º na Clássica de Ordicia.
Em 2013 seu calendário foi de maior nível, participando em corridas UCI WorldTour como a Volta ao País Basco e a Clássica de São Sebastião. A princípios de agosto, antes a disputar a Volta a Burgos (corrida em que ganhou a classificação das metas volantes), foi anunciado que estaria na equipa para a Volta a Espanha, sendo o segundo ciclista uruguaio que corre a volta espanhola, depois que Héctor Rondán o fizesse em 1980.

## Troféus
- Prémio Montanha - Volta a Portugal de 2011[16]

## Resultados nas Grandes Voltas

### Volta à Espanha
- 2013: 121º[17][18][19][20]

## Equipas profissionais
- Caja Rural (2010-)[21]